# Fathi Chebal
Fathi Chebal (francès: Fathi Chebel)  (segon districte de Lió, 19 d'agost de 1956) és un exfutbolista algerià de la dècada de 1980.
Fou internacional amb la selecció d'Algèria amb la qual participà en la Copa del Món de futbol de 1986. Pel que fa a clubs, destacà a RCF Paris.